# Bryan Fletcher (Nordischer Kombinierer)
Bryan Fletcher (* 27. Juni 1986 in Steamboat Springs) ist ein ehemaliger US-amerikanischer Nordischer Kombinierer.

## Werdegang
Fletcher gab sein internationales Debüt 2002 im B-Weltcup der Nordischen Kombination. Bei der Junioren-Weltmeisterschaft 2003 in Sollefteå kam er im Sprint auf den 49. Platz. Zwei Jahre später bei der Junioren-Weltmeisterschaft 2005 in Rovaniemi kam Fletcher im Gundersen auf den 37. Platz. Mit der Mannschaft erreichte er im Teamwettbewerb den 10. Platz. Auch in Kranj 2006 gelang ihm nicht der Durchbruch. Trotz anhaltend nur mittelmäßiger Ergebnisse gehörte er zum Kader für die Weltmeisterschaften 2007 in Sapporo. Dort erreichte er mit der Mannschaft den neunten Platz und kam im Sprint auf Platz 40. Ab 2008 startete Fletcher im Continentalcup. Nach einigen guten Ergebnissen dort gab er am 10. Januar 2009 sein Debüt im Weltcup der Nordischen Kombination. Dabei gelang es ihm, in den ersten beiden Weltcups im Val di Fiemme in den Punkterängen zu landen. Mit den gewonnenen Weltcup-Punkten beendete er die Weltcup-Saison 2008/09 auf dem 65. Platz der Gesamtwertung. In der Folgesaison konnte er im Weltcup keine Punkte holen. Auch im Continentalcup blieb er bis auf einen vierten Platz 2010 in Kuusamo weitgehend erfolglos.
Nach je einer Top-10-Platzierung im Einzel- und Teamwettbewerb in der Saison 2010/11 verpasste er bei den Nordischen Skiweltmeisterschaften 2011 mit einem vierten und einem sechsten Platz in der Teamwertung nur knapp eine Medaille. In der Saison 2011/12 erreichte er fünf Top-10-Platzierungen im Einzel, zudem drei mit der Mannschaft, und krönte sich mit einem Weltcupsieg in Oslo am 10. März 2012. In der Saison 2012/13 erzielte er neun Platzierungen unter den besten Zehn (inklusive Teamwertung) und gewann Bronze mit der Mannschaft bei den Weltmeisterschaften. Auch in der Olympiasaison 2013/14 erzielte er acht Top-10-Ränge. Bei den Olympischen Spielen in Sotschi gab es nur mit der Mannschaft auf Rang sechs eine einstellige Platzierung. Nach sieben Weltcup-Top-10-Platzierungen 2014/15 war die beste Platzierung bei den Nordischen Skiweltmeisterschaften 2015 ein fünfter Platz im Einzel von der Großschanze.
Fletcher beendete seine Karriere am 14. März 2018 in Trondheim mit einem siebten Rang, seiner besten Saisonplatzierung.

## Privates
Bryan Fletcher, der als Kind eine Krebserkrankung überstand, engagiert sich in der Krebsforschung und -bekämpfung.

## Erfolge

### Weltcupsiege im Einzel
| Nr. | Datum         | Ort  | Disziplin |
| --- | ------------- | ---- | --------- |
| 1.  | 10. März 2012 | Oslo | Gundersen |

### Weltcup-Platzierungen
| Saison  | Platz | Punkte |
| ------- | ----- | ------ |
| 2008/09 | 65.   | 008    |
| 2010/11 | 30.   | 075    |
| 2011/12 | 17.   | 431    |
| 2012/13 | 21.   | 256    |
| 2013/14 | 18.   | 255    |
| 2014/15 | 15.   | 273    |
| 2015/16 | 20.   | 235    |
| 2016/17 | 34.   | 131    |
| 2017/18 | 29.   | 167    |